# Georg Winckler (Ökonom)

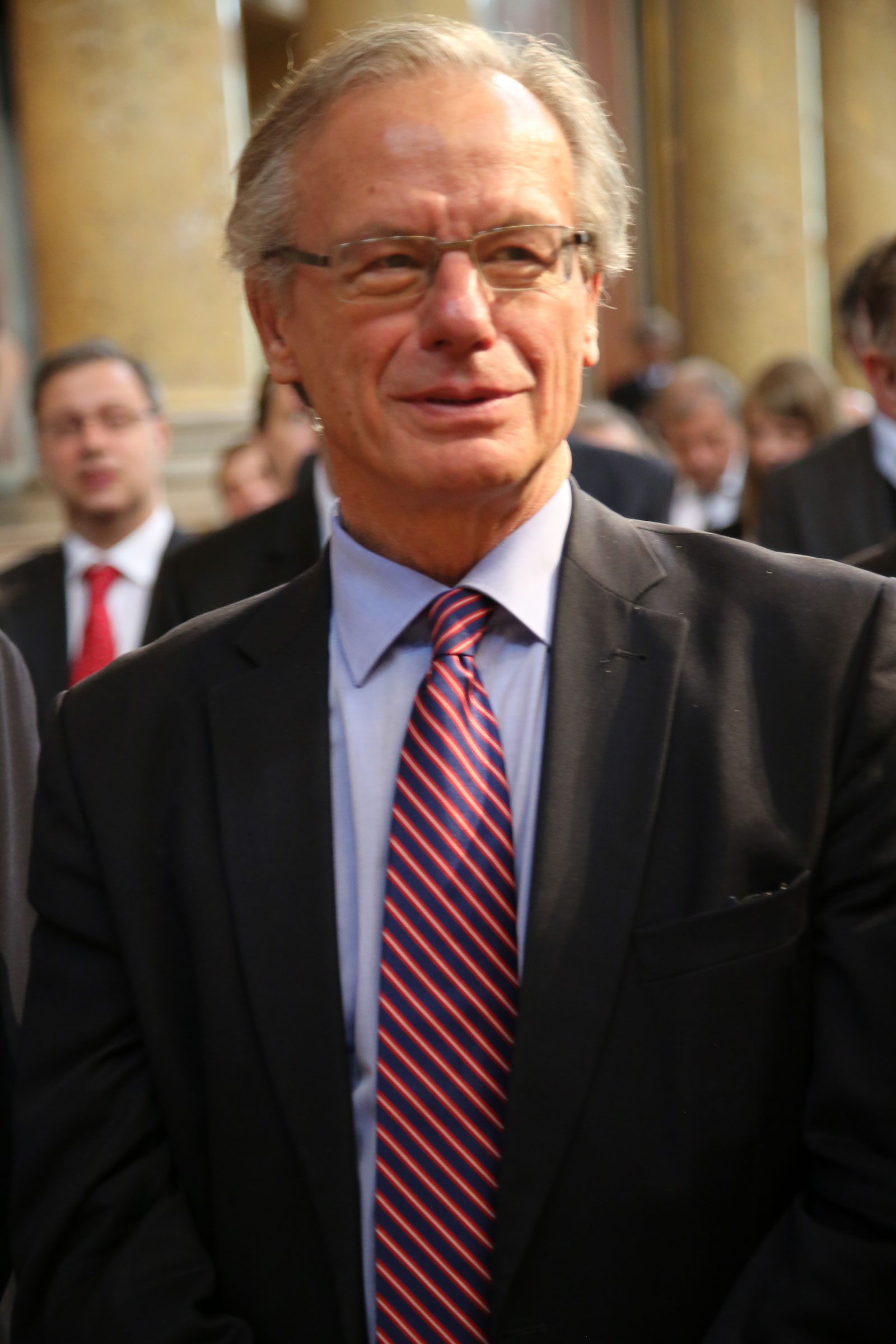
Georg Winckler (2015)

Georg Winckler (* 27. September 1943 in Ostrau, Protektorat Böhmen und Mähren) ist österreichischer Wirtschaftswissenschaftler. Von 1999 bis 2011 war er Rektor der Universität Wien. Von 2005 bis 2009 war er Präsident der European University Association (EUA).

## Leben
Georg Winckler wurde 1968 an der Universität Wien zum Dr. rer. pol. promoviert. Im Jahre 1978 wurde Georg Winckler ordentlicher Professor für Volkswirtschaftstheorie und Volkswirtschaftspolitik am Institut für Wirtschaftswissenschaften der Universität Wien.
Von 1999 bis 2011 war Winckler Rektor der Universität Wien, von 2000 bis 2005 außerdem auch Präsident der Österreichischen Rektorenkonferenz.
Im Zuge der Implementierung des Universitätsgesetzes 2002 an der Universität Wien führte er größere Strukturänderungen durch, der vom Rektorat vorgeschlagene Organisationsplan war äußerst umstritten. Der Protest der Studenten gegen den Rektor erreichte seinen Höhepunkt am 20. Jänner 2004, als der Rektor bei einer Podiumsdiskussion von Unbekannten mit einer Torte beworfen wurde. Als Hintergrund dieser Tat wird eine Kontroverse zwischen Winckler und lokalen Funktionären der Österreichischen Hochschülerschaft vermutet. Winckler hatte eine neutrale bis vorsichtig positive Haltung zu den Universitätsreformen von der damaligen Bildungsministerin Elisabeth Gehrer eingenommen und die Studentenvertretung seiner Universität zu entsprechenden Gesprächen eingeladen; die Studentenvertretung, die Gehrers Vorhaben als indiskutabel ablehnte, hatte Winckler für seine Haltung unter anderem als „autoritär“ und „demokratiefeindlich“ bezeichnet, ihm verschiedene „Ultimaten“ gestellt und eine Besetzung des Rektorats organisiert. Der Angriff mit einer Torte verursachte beträchtlichen medialen Widerhall. Winckler selbst nahm dies im Rückblick mit Humor auf.
Von 2004 bis 2007 war er Mitglied des Europäischen Forschungsbeirats (EURAB, European Research Advisory Board), seit April 2008 ist Winckler Mitglied des Rats für den Europäischen Forschungsraum (ERAB) bei der EU-Kommission. Von März 2005 bis März 2009 war er Präsident der European University Association (EUA). Von 2012 bis 2018 war Winckler Vorsitzender des Aufsichtsrates und Präsident des Vereins der Erste Stiftung. Von 2013 bis 2023 war er Mitglied des Universitätsrats der Universität Wien.

## Auszeichnungen
- 2003: Großes Goldenes Ehrenzeichen für Verdienste um die Republik Österreich[2]
- 2004: Großes Silbernes Ehrenzeichen für Verdienste um das Land Wien